# Дамбах (Биркенфельд)
Дамбах (нем. Dambach) — община в Германии, районный центр, расположен в земле Рейнланд-Пфальц.
Входит в состав района Биркенфельд. Подчиняется управлению Биркенфельд. Население составляет 149 человек (на 31 декабря 2010 года). Занимает площадь 2,98 км².